# Programa Discovery

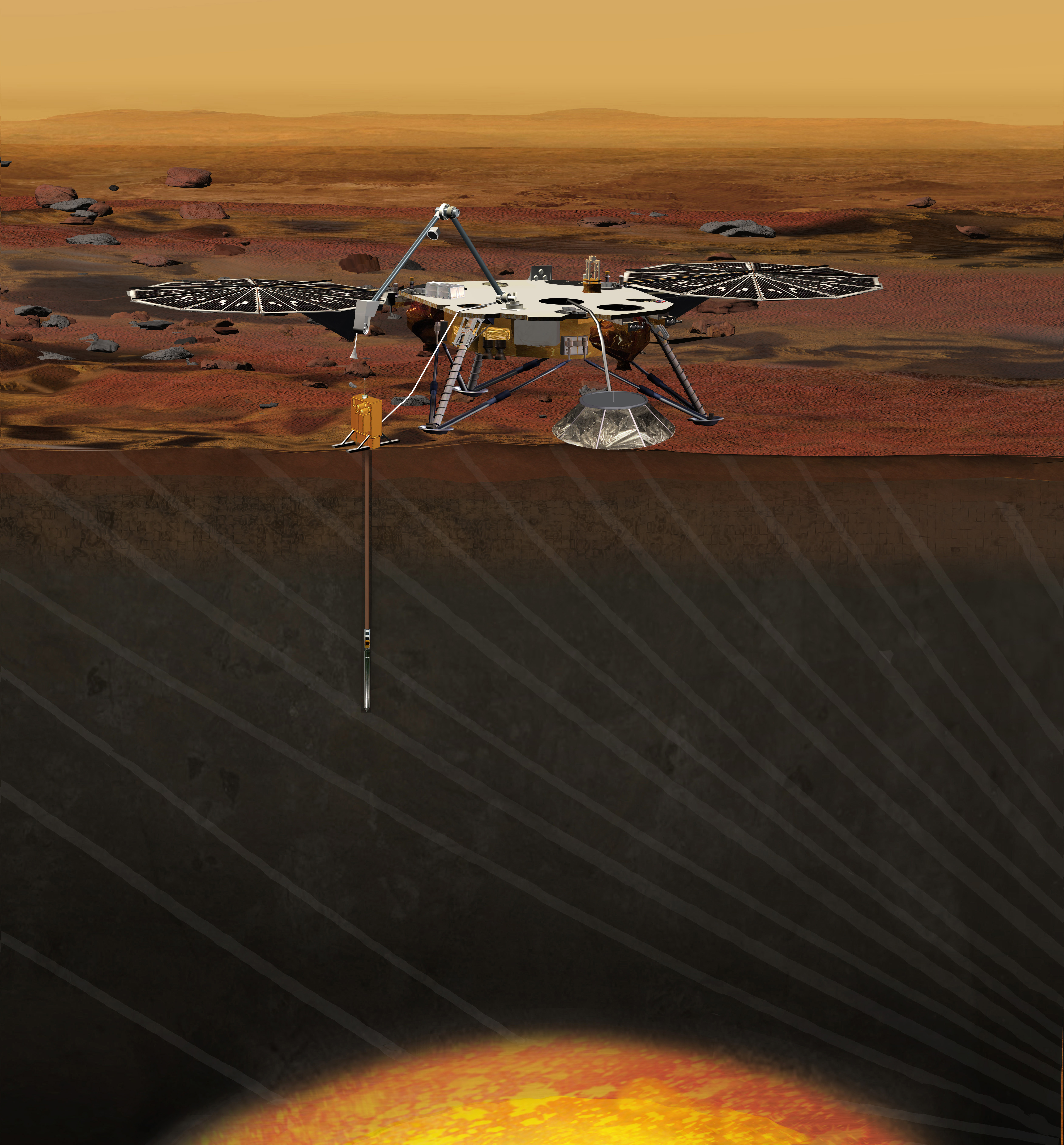
InSight aterrizando en Marte en el año 2018

El programa Discovery de la NASA (similar a los programas «New Frontiers» y «Explorer») es una serie de misiones espaciales de bajo costo dedicadas a explorar todo el sistema solar. Fue fundado en 1992 con el objetivo de implementar la visión acerca de las misiones espaciales, del entonces administrador de la NASA Daniel S. Goldin, el cual era: “más rápido, mucho mejor y más barato” . Las misiones del programa diferían de las tradicionales, las cuales ya tenían objetivos previamente especificados. En vez de eso, estas misiones de presupuesto ya cubierto, son propuestas y dirigidas por un científico conocido como el investigador principal.  Los equipos que realizan las propuestas, pueden estar conformados por personas de industrias, negocios, laboratorios gubernamentales o universidades de cualquier lado. Sin embargo, estas propuestas pasan por un proceso de selección muy estricto antes de ser aprobadas. Cabe destacar que todas las misiones del programa Discovery completadas, son logros sumamente importantes para la ciencia y enriquecen el conocimiento previo acerca del sistema solar.
La NASA también acepta propuestas para el selectivo Programa de Misiones de Descubrimiento de Oportunidades. Este programa da la oportunidad a cualquiera de participar en misiones que no son de la NASA mediante la inversión de capital para el desarrollo de instrumentos científicos o hardware del mismo, así como para encontrar nuevos objetivos para el material espacial de la NASA ya existente. Estas convocatorias son reguladas por el Programa Independiente de Oportunidades de la NASA.

## Historia
En 1989, la División de Exploración del Sistema Solar (SSED por sus siglas en inglés) comenzó a desarrollar una serie de talleres distintos en las instalaciones de la NASA para poder definir un nuevo tipo de estrategia de exploración para el año 2000. Estos incluyeron a un Grupo de Misiones Espaciales Pequeñas (SMPG por sus siglas en inglés), el cual tenía como meta idear objetivos fundamentales para misiones de bajo costo que permitieran la solución a preguntas científicas específicas, en un periodo de tiempo determinado. Poco tiempo después, se solicitó un análisis rápido para una misión de gran potencial, de la cual surgieron los estándares básicos en 1990 para lo que sería el futuro programa. Este fue bautizado como "Discovery". Se creó una serie de conceptos que pudieran ser implementados como programas de bajo costo, siendo el 'Contacto de Asteroides Cercanos a la Tierra'(NEAR por sus siglas en inglés) la primera misión en implementar estos conceptos. El 17 de febrero de 1996, la misión NEAR se convirtió en la primera en ser lanzada por el Programa Discovery. La misión Mars Pathfinder que fue lanzada en 4 de diciembre de 1996, demostró tener un gran número de avances innovadores, efectivos y económicos para el diseño de infraestructura espacial y para misiones planetarias, tales como la inclusión de bolsas de aire, las cuales permitieron que el Sojourner rover aterrizara de forma más segura.

### Misiones independientes

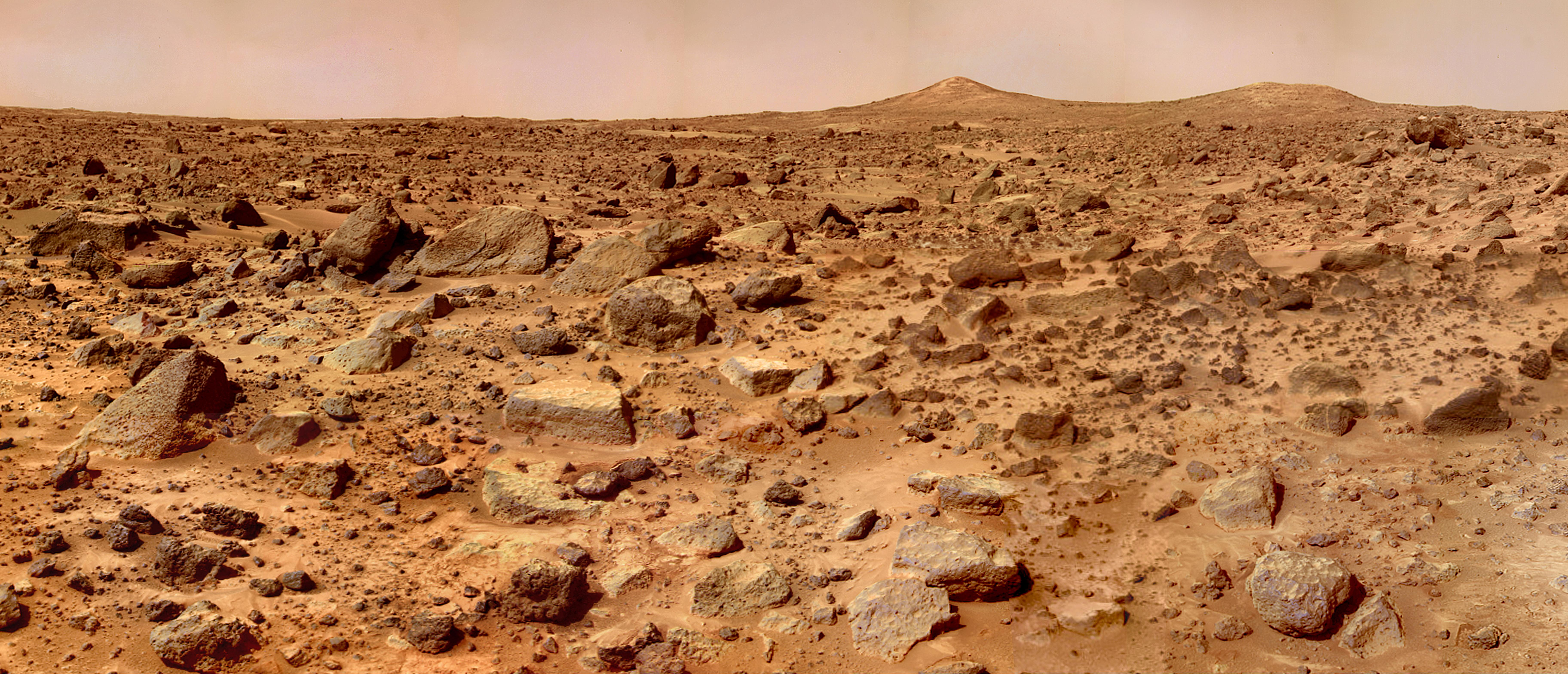
Vista del Mars Pathfinder

Animación de la rotación del 433 Eros.

- Mars Pathfinder (Misión #1): fue una misión destinada a desplegar el Sojourner rover sobre la superficie de Marte. Lanzada en 1996, aterrizó el 4 de julio de 1997. Ha cumplido su objetivo principal. El investigador principal fue Matthew Golombek del Laboratorio de Propulsión a Chorro de la NASA.

- NEAR Shoemaker (Misión #2): fue una misión para estudiar el asteroide 433 Eros. Lanzado el 17 de febrero de 1996, el artefacto entró en la órbita de Eros en el 2000 y aterrizó exitosamente sobre su superficie un año después. Ha cumplido satisfactoriamente su misión principal. El científico encargado del proyecto fue Andrew Chang del Laboratorio de Físicas Aplicadas de la Universidad de Johns Hopkins.

- Lunar Prospector (Misión #3): fue una sonda lunar enviada para analizar la mineralogía de la Luna. Lanzada en 1998, estuvo 1 año y medio en su órbita. Completó su misión principal y se estrelló en la superficie de La Luna. El investigador principal fue Alan Binder del Instituto de Investigación Lunar.

- - Stardust (Misión #4): fue una misión lanzada para recolectar polvo interestelar y polvo de las partículas del núcleo del cometa 81P/Wild para ser estudiadas en la Tierra. Lanzado en 1999, recogió exitosamente muestras entre los años 2000 a 2004, para luego regresar la muestra encapsulada a la Tierra el 15 de enero del 2006. La cápsula se encuentra ahora en el Museo Nacional del Aire y el Espacio de Estados Unidos en Washington D. C. Científicos de todo el mundo estudian las muestras, mientras que existen voluntarios que ahora buscan polvo interestelar mediante el Proyecto Stardust@home. El artefacto ahora ha sido reasignado a una nueva misión renombrada Stardust-NEXT. El investigador principal fue Donald Brownlee de la Universidad de Washington.

- Génesis (Misión #5): fue una misión que consistió en recolectar partículas cargadas de viento solar para su análisis en la Tierra. Lanzada en el 2001, recogió viento solar entre los años del 2002-2003. En septiembre del 2004, el paracaídas de la cápsula que contenía las muestras no se desplegó, por lo cual la cápsula se estrelló en el desierto de Utah. Sin embargo, las muestras del viento solar pudieron ser rescatadas, y ahora están siendo estudiadas. Haciendo a un lado el aterrizaje fallido, la misión Génesis ha cumplido con sus objetivos. El investigador principal fue Donald Burnett del Instituto de Tecnología de California.

- Comet Nucleus Tour (CONTOUR) (Misión #6): fue una misión fallida, la cual consistió en visitar y estudiar el cometa Encke y el cometa Schwassmann-Wachmann-3. Fue lanzada el 3 de julio del 2002. Seis semanas después del lanzamiento, hubo un intento de llevar a cabo una maniobra premeditada para mandar la sonda fuera de la órbita terrestre, hacia del cometa, durante la cual el artefacto se perdió. La investigación concluyó que la razón por la cual se perdió se debió a un fallo estructural del artefacto debido al sobrecalentamiento del motor del cohete.[2][3] Investigaciones posteriores revelaron que se había roto al menos en 3 diferentes piezas, lo cual ocasionó un error estructural en el motor del cohete en el momento en el que éste iba a dar el salto entre la órbita terrestre y la del cometa.

- MESSENGER (Misión #7) (Superficie, Ambiente Espacial, Geoquímica y Distancia de Mercurio): fue el primer estudio que se llevó a cabo acerca del planeta Mercurio. Los objetivos científicos del MESSENGER consistían en proveer imágenes de todo el planeta, así como recolectar información acerca de la composición y estructura del mismo, su historia geológica, la naturaleza de su delgada atmósfera y su magnetosfera activa, y la composición de su núcleo y materiales polares. Fue lanzado el 3 de agosto del 2004 y entró en la órbita de Mercurio el 11 de marzo del 2011. Su misión primaria fue completada el 17 de marzo del 2012. Logró mapear el 100% de todo Mercurio a principios de marzo del 2012, y completó un año de misión el 17 de marzo del 2013. La misión terminó finalmente el 30 de abril del 2015, se espera aprobación para un segundo año de exploración.[4]

- Deep Impact  (Misión #8): fue una misión en donde una astronave desplegaría cierto artefacto en el camino del cometa Tempel 1. Lanzado en enero del 2005, el impacto ocurrió el 4 de julio del mismo año. Después del exitoso cumplimiento de la misión, la astronave fue puesta en hibernación para luego ser reactivada, con una nueva misión llamada EPOXI. El investigador principal fue Michael A'Hearn de la Universidad de Maryland.

- Dawn (Misión #9): fue lanzada el 27 de septiembre de 2007, con el objetivo de estudiar 2 objetos masivos del Cinturón de Asteroides ( el protoplaneta Vesta y el planeta enano Ceres). El estudio de Vesta se completó en septiembre del 2012, para después dirigirse a Ceres, donde se estimó llegaría en febrero de 2015.[5][6] Usa electricidad solar y hélices iónicas para orbitar entre ambos asteroides en una sola misión, cosa que nunca se había intentado antes.

Keplers image sensor array.

- Kepler (Misión # 10): es un observatorio espacial con la tarea de explorar la estructura y diversidad de los sistemas exoplanetarios, haciendo énfasis en la detección de planetas del tamaño de la Tierra en órbita, alrededor de estrellas fuera de nuestro sistema solar.[7] Fue lanzado el 7 de marzo del 2009.[8]

- Laboratorio Interior y de Recuperación de Gravedad, (GRAIL por sus siglas en inglés) (Misión #11): provee un mapeo de alta calidad de la gravedad de la Luna para determinar su estructura interior; fue lanzado en septiembre del 2011.[9] El investigador principal es Maria Zuber del Instituto Tecnológico de Massachusetts. El GRAIL se estrelló en la Luna el 17 de diciembre del 2012.

### Misiones de oportunidad
El programa otorga la oportunidad de participar en misiones ajenas a la NASA mediante la inversión de fondos para el desarrollo de instrumentos científicos o partes de estos.
- Mapeador de Mineralogía Lunar es un instrumento diseñado por la NASA y puesto a bordo del orbitador Chandrayaan de la ISRO. Fue lanzado en 2008, y fue diseñado para analizar la estructura mineral de la Luna en alta calidad. En septiembre del 2009, se anunció el descubrimiento de agua, un mes después de que la misión terminara. El investigador principal fue el Dr. Carle Pieters de la Universidad de Brown.
- Investigación Extendida de Observación Planetaria Extrasolar e Impacto Profundo (EPOXI por sus siglas en inglés) fue seleccionada en el 2007.[10] Fue una serie de 2 nuevas misiones para el existente Deep Impact con el objetivo de probar su éxito en el Temple 1.
- La misión de Caracterización y Observación Extrasolar Planetaria (EPOCH) usó la cámara de alta resolución del Deep Impact en el 2008 para poder caracterizar mejor a los planetas extrasolares que orbitan otras estrellas y buscar planetas adicionales en el mismo sistema. El investigador principal fue el Dr. L. Drake Deming del Centro de vuelo espacial Goddard de la NASA.

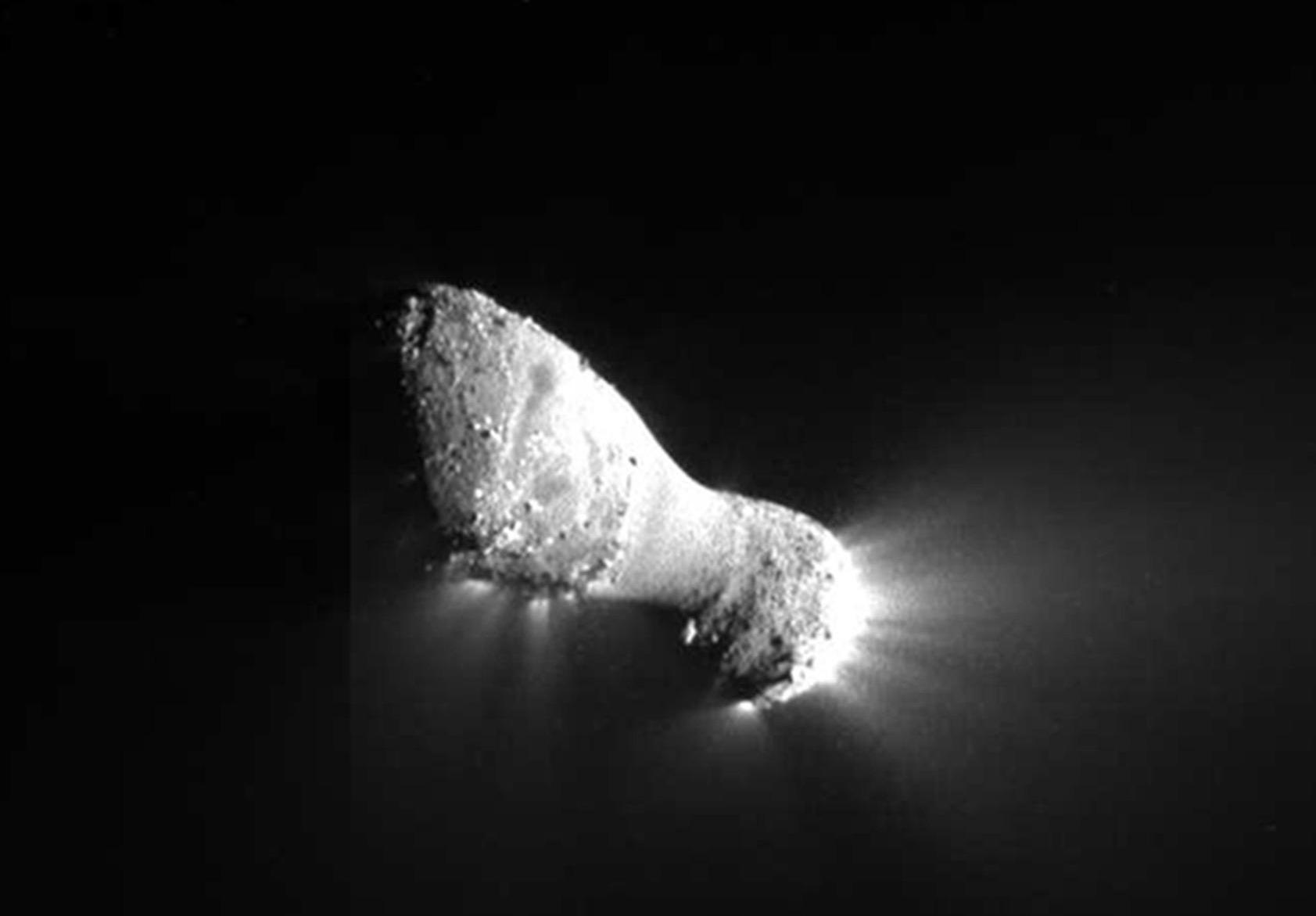
Núcleo del Cometa Hartley 2

- La Investigación Extendida de Cometas de Impacto Profundo (DIXI por sus siglas en inglés) fue una misión en donde una astronave sobrevolaría un segundo cometa: el Hartley 2. EL objetivo de la nave era el de conseguir fotos del núcleo del cometa, para así poder entender más sobre la gran diversidad de cometas que existen. La misión fue un éxito, con el mayor acercamiento al Hartley 2 el 4 de noviembre del 2010. El Dr. Michael A'Hearn de la Universidad de Maryland fue el investigador principal.
- Una Nueva Exploración del Tempel 1 (NEXT por sus siglas en inglés) fue una nueva misión para el ya existente proyecto Stardust, con el objetivo de sobrevolar el Tempel 1 en 2011 y observar cambios, a partir del momento en que el Deep Impact llegara en julio del 2005. Más tarde en el 2005, el Tempel 1 hizo su aproximación más cercana al Sol, lo cual posiblemente causó un cambio en su superficie. La misión se completó exitosamente el 15 de febrero del 2011. El Dr. Joseph Veverka de la Universidad Cornell fue el investigador principal.

### Misiones propuestas
Cuando las inversiones llegan, les sigue un proceso de selección con casi 2 docenas de conceptos. Es entonces que las propuestas son analizadas, y deben ser re-propuestas en otros programas o selecciones diferentes. Un ejemplo es el de la Misión Suess-Urey , la cual fue desechada en favor de la exitosa misión Stardust, pero que finalmente se integró al proyecto Génesis , mientras que una misión similar al INSIDE fue puesta en práctica como el proyecto Juno en el programa New Frontiers. Algunos de estos conceptos se convirtieron en misiones actuales, o conceptos similares pasaron a ser parte de misiones de otra categoría.
Algunos ejemplos de propuestas de misiones del programa Discovery incluyen: 
- Titan Mare Explorer (TIME): astronave diseñada para aterrizar y flotar en los mares de metano de la luna de Saturno Titán.
- Cometa Hopper (CHOPPER): estudia la evolución de los cometas, aterrizando sobre uno varias veces para poder ver su interacción con el Sol.
- Pascal: una misión para poder determinar el clima en Marte.[12]
- EXOMOON: in situ, es una investigación de la luna (llevada a cabo en la Tierra).[13]
- PSOLHO: tiene como objetivo usar la Luna como punto de observación de planetas extra solares.[14]
- Suess-Urey: similar a la misión Génesis.[11]
- Venus Multiprobe: propuesto para su lanzamiento en 1999, tenía como objetivo dejar cápsulas atmosféricas en Venus para así poder regular la presión y temperatura.[11]
- MAUDEEE (Evolución, Dinámicas y Energía de la Atmósfera de Marte)[15]
- Hérmes: es un orbitador de Mercurio.[16]
- Lunette:, una artefacto estacionario en la Luna.[17]
- INSIDE Júpiter: una sonda que mediante mapeos magnéticos permitiría estudiar la estructura interior del gran planeta.[18]  La idea fue desarrollada e implementada en el proyecto Juno en el programa "New Frontiers".[19]
- Vesper: concepto que se centra en una sonda que permitiría estudiar la atmósfera del planeta.[20][21][22] Fue uno de los 3 conceptos en recibir fondos para su estudio en la selección Discovery del 2006.[21] Osiris y GRAIL fueron los otros 2, pero al final GRAIL fue el elegido para ser lanzado.[23]
- OSIRIS-REx: (Interpretación de Orígenes Espectrales Identificación y Seguridad de Recursos) fue una misión que consistía en observar y recolectar muestras de un asteroide, seleccionada en el 2006 para su estudio.[23]  Siguió su desarrollo y fue lanzada en septiembre de 2016 con el nombre de OSIRIS-REX dentro del Programa "New Frontiers".[24]
- Aladdin: fue una misión de tipo investigadora, la cual debía recoger muestras de Fobos y Deimos.[25] Fue finalista el la selección del 1999 , planeada para ser lanzada en el 2001 y su regreso en el 2006.[26] La recolección de pruebas consistía en enviar proyectiles a las lunas para luego recoger el residuo.[26]
- Psyche: es una misión que consiste en visitar el asteroide (16) Psique, abundante en metales.[27]
- El Telescopio de Polvo: es un observatorio espacial que regula diferentes propiedades del polvo cósmico que atrapa.[28] El telescopio de polvo combinaría un sensor de trayectoria con un espectrómetro de masa, que permitiera analizar la composición elemental e incluso isotópica.[28]
- Phobos Surveyor: es una misión que consiste en desplegar una sonda en Fobos, en el cual está planeado desplegar vehículos especiales debido a su baja gravedad.
- PCROSS: basado en el proyecto LCROSS pero en la luna de Marte Fobos.[29]
- Merlin: una misión que posicionaría un artefacto estacionario en la luna de Marte Deimos.[30]
- Misión de Múltiples aterrizajes en las lunas de Marte (M4): realizaría múltiples aterrizajes en las lunas de Marte, Fobos y Deimos.[31]
- Hall: misión que consistía en traer muestras de Fobos y Deimos a la Tierra.[32]
- Hera: es una misión de retorno de muestras de Asteroides Cercanos a la Tierra.[33] Conocida como la continuación de la misión NEAR, estaba diseñada para recoger 3 muestras de 3 diferentes asteroides .[34]
- Icebreaker Life: usaría la plataforma del Phoenix/InSight para cargar equipo necesario para buscar Vida en Marte.[35] Incluiría un taladro para poder alcanzar el suelo de tipo cemento-hielo en las planicies del Norte en busca de moléculas orgánicas y evidencia pasada o actual de Vida en Marte.[36][37]
- VEVA(Exploración de la Atmósfera y los Volcanes de Venus): es una prueba atmosférica de Venus.[38] La clave de ésta es un vuelo de 7 días de un globo a través de la atmósfera, acompañado de pequeñas cápsulas hechas para ser desplegadas en los gases más densos de Venus.[38]
- Venus Pathfinder: es un dispositivo de rastreo de larga duración en Venus.[39]
- RAVEN: es una misión de mapeo mediante una sonda con radar de Venus.[40]
- VALOR: es una misión que consiste en estudiar la atmósfera de Venus mediante el uso de globos.[41] Los globos gemelos viajarían alrededor de todo Venus en tan solo 8 días terrestres.[41]
- Mars Geyser Hopper: es un dispositivo de exploración que estudiaría durante la primavera el dióxido de carbono del géiser marciano encontrado en las regiones del polo sur de Marte.[42][43][44]
- MAGIC (Geociencia, Imágenes y Escala a Centímetros de Marte): es una sonda de Marte que proveería imágenes de la superficie de 5–10 cm/pixel, logrando una resolución más pequeña de 20–40 cm.[45]
- Venus Aircraft: es un vuelo robótico atmosférico en Venus usando un sistema aeronáutico propulsado por energía solar.[46] Cargara con 1.5 kg de equipo científico y deberá resistir vientos muy violentos, altas temperaturas y una atmósfera corrosiva.[46]
- Red Dragon: es un dispositivo de exploración y regreso de muestras.[47]
- Small Body Grand Tour: es una misión de encuentro con un asteroide[48]
- Comet Coma Rendezvous Sample Return: es una astronave diseñada para encontrar un cometa, hacer largas observaciones del mismo (sin aterrizar en él), recolectar cuidadosamente las muestras, y regresar a la Tierra para su estudio.[49]
- Explorador Gemelo Lunar: una misión geofísica de la Luna.[50]
- Micro Exo Explorer: usaría una nueva forma de propulsión micro-eléctrica, llamada "Propulsión Micro Electro-fluida-spray" para viajar a objetos cercanos a la Tierra y conseguir información importante.[51]
- V-STAR (Búsqueda de Muestras en Venus y su Retorno): es una misión de recolección y regreso en la atmósfera de Venus.[52][53] El regreso de las muestras de la superficie de Venus ha presentado dificultades; se está proponiendo el regreso de una muestra que se ubica en la parte superior de la atmósfera.[52] El proyecto consiste en algo similar a la misión Stardust, pero éste usa una trayectoria de retorno libre, es decir, no entra en la órbita de Venus.[52]
- Retorno de la Muestra Lunar del Polo Sur: No hay modelos geológicos que puedan respaldar este concepto o negarlo.[54]
- Trident: llamada así como referencia al tridente del dios romano Neptuno,[55] se trata de una misión propuesta para lanzar una sonda que estudie tanto Urano y Neptuno como sus lunas, en especial Tritón, ya que este satélite parece muy interesante para su estudio y sólo ha sido visitado por la Voyager 2.[56]El mayor interés de la NASA por incluir en el Programa Discovery a los dos gigantes gaseosos más externos del sistema solar, además de su gran número de satélites, es que fueron alejados del sol por la fluctuación gravitacional de Júpiter y Saturno durante la formación del sistema solar,  razón por la cual contienen información crucial sobre la formación del mismo.[57]

## Misiones Concluidas

### Misiones independientes
- Mercury Surface, Space Environment, Geochemistry and Ranging (MESSENGER): fue una misión que consistió en estudiar y elaborar un mapa del planeta Mercurio desde la órbita del mismo; fue lanzada en agosto del 2004, completó los sobrevuelos sobre la Tierra, Venus y Mercurio, y su entrada a la órbita mediante una maniobra exitosa en marzo del 2011, siguió durante 4 años hasta que la NASA dio por terminado el proyecto y dejó que impactara con Mercurio. El investigador principal fue Sean Solomon del Instituto Carnegie.
- Dawn: fue una misión que consistió en estudiar el planeta enano Ceres y el gran asteroide Vesta; lanzado en septiembre del 2007, alcanzó Vesta en julio del 2011. Dawn usó propulsión iónica, lo que le permitió alcanzar Ceres y Vesta en una sola misión, fue la primera primera sonda espacial estadounidense propulsada por un propulsor de iones .Tras explorar Vesta de 2011 a 2012 alcanzó Ceres de 2015 a 2018 , en octubre de 2017 la NASA anunció que la misión duraría hasta que el combustible se agotara, cosa que ocurrió a finales de octubre de 2018 según la JPL .El investigador principal fue Chris Russell de la Universidad de California.
- Kepler: fue una misión que se apoyó en un telescopio espacial, que puede observar alrededor de 100.000 estrellas en un campo visual definido para detectar el tránsito astronómico de exoplanetas que orbitan esas estrellas. El telescopio fue lanzado en marzo del 2009 y encontró su primer exoplaneta en enero del 2010. Kepler es el primer instrumento espacial en poder detectar planetas del tamaño de la Tierra alrededor de las estrellas. La misión principal finalizó en agosto de 2013 y siguió la extendida denominada K2 , el 30 de octubre de 2018, tras nueve años de operación, el combustible del Sistema de control de reacción a bordo del telescopio se agotó, y la NASA anunció su retiro. . El investigador principal fue William Borucki del Centro de Investigación Ames de la NASA.

### Misiones de oportunidad
- ASPERA-3, es un instrumento diseñado para estudiar la relación que existe entre el viento solar y la atmósfera de Marte; vuela a bordo de la Agencia Espacial Europea en la sonda Mars Express. Lanzado en junio del 2003, ha estado orbitando Marte desde diciembre del 2003.La ESA decidió alargar la misión hasta el 31 de diciembre de 2009. El investigador principal fue David Winningham del Instituto de Investigación Sureste.

## Misiones Futuras

### InSight Mars Lander
InSight (Misión #12): consistió en un Anuncio Oportunista para el 2018, con la información de que una misión Discovery. Empezó el 7 de junio del 2010. 28 propuestas fueron inscritas, y el 5 de mayo de 2011 3 fueron escogidas para su estudio. Siguiendo estos diseños previamente hechos, la misión Interior Exploration using Seismic Investigations, Geodesy and Heat Transport (InSight) fue seleccionada en agosto del 2012. InSight (antes llamado GEMS) estudiará la composición interna de Marte para poder comprender la evolución de los planetas terrestres Un anuncio oportunista se abrió el 7 de junio del 2010 por la NASA. De las 28 propuestas del 2010, 3 finalistas recibieron financiación de tres millones de dólares en mayo del 2011 para desarrollar los conceptos de los mismos. En agosto del 2012, InSight fue seleccionado para su desarrollo y lanzamiento. Según la BBC, de las 28 propuestas, 3 eran de la Luna, 4 de Marte, 7 de Venus, 1 de Júpiter, 1 de Júpiter Trojan, 2 de Saturno, 7 a asteroides, y 3 a cometas.

### Misiones de oportunidad
Estas proveen de oportunidades de participar en misiones independientes de la NASA, mediante el financiamiento de instrumentos científicos y sus debidos componentes.
- Strofio:[63] es un espectrómetro de masa único que a su vez es parte de SERENA, un paquete de instrumentos que volará en la sonda BepiColombo de la Agencia Espacial Europea. Strofio estudiará los átomos y compuestos que forman la atmósfera de Mercurio para así poder determinar la composición de su superficie. Stefano Livi del Instituto de Investigación Suroeste es el Investigador Principal.

### Misión de descubrimiento número 13

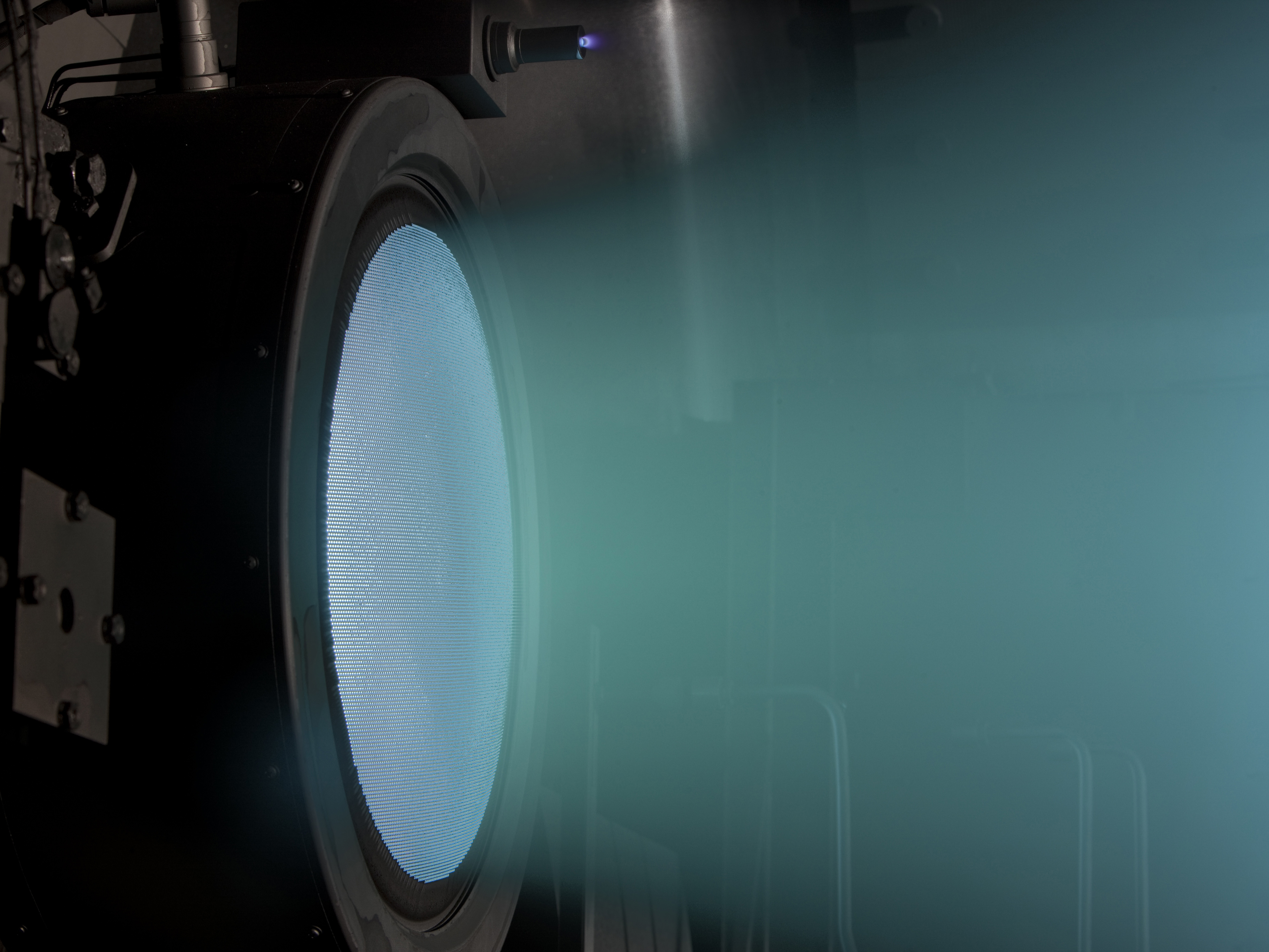
La NASA está considerando en ofrecer un propulsor iónico para la siguiente misión Discovery.

La misión Discovery #13 todavía no ha sido seleccionada. En febrero del 2014 , la NASA retiró del Programa Discovery el 'Anuncio de Oportunidades Prototipo' para preparar el lanzamiento de nuevas propuestas el 31 de diciembre de 2021. Así como en misiones pasadas como el Dawn, la propulsión por electricidad solar posiblemente incrementará la diversidad de las misiones si se puede aplicar. Estas tecnologías pueden incluir el propulsor iónico del NEXT así como comunicaciones láser, entre otros. El presupuesto destinado para la misión principal esta por encima de 450 millones de dólares, con varias condiciones y muchos beneficios. Hay cierta amenaza con el presupuesto, debido al dinero predestinado a otras misiones en curso como el Hubble, el Cassini, y otras misiones continuas; además, el vehículo Curiosity necesitara fondos extra. Algunas de las prioridades desde la última de Ciencia Planetaria son Marte, las lunas de Júpiter, y Urano.

## Resumen
| Programa Discovery | Programa Discovery | Programa Discovery | Programa Discovery | Programa Discovery | Programa Discovery | Programa Discovery |
| ------------------ | ------------------ | ------------------ | ------------------ | ------------------ | ------------------ | ------------------ |
|                    |                    |                    |                    |                    |                    |                    |
| Deep Impact        | Stardust           | Genesis            | GRAIL              | Kepler Observatory | Dawn               | MESSENGER          |
|                    |                    |                    |                    |                    |                    |                    |
| Lunar Prospector   | Mars Pathfinder    | NEAR               | InSight            |                    |                    |                    |